# Dariga Shakimova
Dariga Shakimova, född den 20 november 1988 i Petropavl, är en kazakisk boxare.
Hon tog OS-brons i mellanvikt i samband med de olympiska boxningstävlingarna 2016 i Rio de Janeiro..